# Salem (Schiff, 1949)
Die dritte USS Salem (CA-139) ist das zweite von drei fertiggestellten Schiffen der Des-Moines-Klasse der United States Navy, neben der Des Moines sowie der Newport News.

## Geschichte
Die Salem wurde am 4. Juli 1945 bei Bethlehem Steel auf dem Fore River Shipyard in Quincy, Massachusetts, auf Kiel gelegt, hatte ihren Stapellauf am 25. März 1947 und wurde am 14. Mai 1949 in Dienst gestellt. Sie nahm an keiner bewaffneten Auseinandersetzung teil, wirkte aber in ihren zehn Dienstjahren als Flaggschiff der im Mittelmeer stationierten 6. Flotte sowie zeitweilig der 2. Flotte im Atlantik. In ersterer Funktion nahm sie an einigen NATO-Übungen teil und konnte sich mehrfach bewähren, so beispielsweise 1953 zur Katastrophenhilfe nach dem Erdbeben auf Kefalonia und Zakynthos 1953 im Ionischen Meer, wo die Salem als erstes US-amerikanisches Schiff vor Ort war, ferner während der Sueskrise 1956 sowie als US-Unterstützung für die jordanische Regierung während einer Phase großer Umsturzgefahr 1957.
In ihrer Dienstzeit war die Salem ferner Gastgeber für Prominente wie den US-Botschafter in Spanien, John D. Lodge, Thomas S. Gates, Unterstaatssekretär der Marine im US-Verteidigungsministerium, Admiral Arleigh Burke, Chief of Naval Operations, den Schah von Persien, den libanesischen Präsidenten sowie das griechische Königspaar.
Nach ihrer Deaktivierung 1959 lag die Salem lange Zeit als Teil der Flottenreserve in Philadelphia, Pennsylvania, vertäut, bevor sie am 12. Juli 1991 endgültig aus den Registern der US Navy gestrichen wurde. Am 13. Oktober 1994 wurde die Salem nach Quincy, Massachusetts, ins United States Naval and Shipbuilding Museum überführt, um als dessen Herzstück zu dienen. Dort kann sie heute besucht werden.

## Trivia
1956 stellte die Salem die Admiral Graf Spee in dem britischen Spielfilm Panzerschiff Graf Spee (The Battle of the River Plate) dar. Die Schiffe unterschieden sich in ihrem Aussehen beträchtlich. Auch bestand die Hauptartillerie des deutschen Panzerschiffs aus nur zwei, die der Salem jedoch aus drei Drillingstürmen.
Die Salem spielt gemeinsam mit ihrem Schwesterschiff Des Moines eine wichtige Rolle im Band „Die Verräter“ aus der SciFi-Romanreihe „Invasion“ des amerikanischen Autors John Ringo.